# Casa-Museu Federico García Lorca
A Casa-Museu Federico García Lorca é um museu da cidade de Granada, Espanha que se encontra instalado na Huerta de San Vicente (Horta de São Vicente), a casa de veraneio da família  do poeta espanhol Federico García Lorca entre 1926 e 1936, pouco depois do poeta ter sido executado pelas tropas franquistas no início da Guerra Civil Espanhola. A casa foi aberta ao público como museu em 1995, após ter sido adquirida pelo ayuntamiento (governo municipal) granadino em 1985. Situa-se no centro do parque Federico García Lorca.
O museu foi inaugurado com o conjunto de móveis, quadros e objetos domésticos que havia na casa quando ela foi comprada pelo ayuntamiento. Em 1995, os únicos documentos fiáveis que existiam sobre a disposição do conjunto mobiliários eram uma série de fotografias tiradas no período 1926-1936, entre as quais se destaca a série realizada pelo pintor Eduardo Blanco-Amor, além de fotografias familiares realizadas a partir de 1918 noutros lugares onde habitou a família García Lorca, nas quais se reconhecem algusn dos móveis, obras de arte e outros objetos que atualmente se podem ver na Huerta de San Vicente. Estas fotografias permitem qualificar com precisão quais os objetos "originais" que atualmente fazem parte da decoração da casa e que formam o espaço do museu. Entre eles encontram-se o escritório do poeta, o gramofone e a sua base, o piano de meia cauda, o divã, as cadeiras de baloiço e a cadeiras Thonet, uma reprodução da Primavera de Botticelli, o espelho com moldura art déco, entre muitos outros objetos e móveis. Além das fotografias, também forma muito úteis os testemunhos das pessoas que habitaram a Huerta, em particular Isabel García Lorca e os sobrinhos Vicenta y Manuel Fernández-Montesinos.
O resto dos móveis, objetos (loiças, cerâmicas e utensílios domésticos como o bengaleiro, a toalha de mesa, ou rústicos, como a queijeira, etc.) outros documentos e obras de arte que hoje estão expostos no museu foram parte do recheio da Huerat em alguma época entre 1926 e 1936 ou pertenceram em algum momento à família García Lorca, segundo se depreende das recordações dos familiares.
A Casa-Museu não esconde os elementos de ficção inevitáveis nem a evidência de que o que o visitante contempla não é exatamente o que os seus habitantes viveram. São salientadas as diferenças entre os diversos objetos (os documentados como originais, os pertencentes à família e os de época ou de ambiente) e a sua relação exata com a casa no período 1926-1936. O conjunto é simples e elegante, e procura tornar compreensíveis aspetos da vida e obra de Federico García Lorca a partir do passeio impressionista pelos espaços da sua intimidade doméstica. É assumida a tensão inevitável entre as perspetivas científicas e turísticas, entre a memória e o mito, e procura oferecer um melhor conhecimento da vida e obra de Lorca no fim da visita.